# Álvaro Peña Herrero
Álvaro Peña Herrero (Bilbao, Vizcaya, 24 de octubre de 1991) es un futbolista español que juega como centrocampista en el Racing Club de Ferrol de Primera Federación.

## Trayectoria

### Inicios en Lezama
Álvaro Peña comenzó su carrera como futbolista en la cantera del Athletic Club, en 2006. En 2009 promocionó al C. D. Basconia, segundo filial del Athletic. El 26 de junio de 2010 obtuvo el título de campeón de Copa del Rey Juvenil, ante el Real Madrid, al imponerse por 2-0. El jugador bilbaíno abrió el marcador en el minuto 15. En mayo de 2011 ascendió al Bilbao Athletic, que se encontraba en Segunda B, donde permaneció hasta 2013. El 28 de noviembre de 2012 llegó a debutar con el Athletic Club, en la Liga Europa 2012-13, ante el Hapoel Kiryat Shmona. Además, el 6 de diciembre, jugó un nuevo partido de la Liga Europa ante el Sparta de Praga en San Mamés.

### C. D. Lugo
El 3 de julio de 2013 fichó por el C. D. Lugo de la Segunda División. El 17 de agosto debutó contra el C. D. Numancia. El 19 de octubre marcó su primer gol, ante el Recreativo de Huelva. Durante las dos temporadas que disputó en el club gallego jugó 69 partidos y marcó cuatro goles.

### Racing de Santander
En el año 2015 fichó por el Racing de Santander, que se encontraba en Segunda División B. El 22 de diciembre de 2016 disputó el partido de vuelta de Copa, que supuso su primer partido en el nuevo Estadio de San Mamés, donde cayó por 3-0 ante el Athletic Club. En dos temporadas disputó 79 partidos y marcó cuatro goles. Con el conjunto cántabro no pudo conseguir el ascenso, aunque el club disputó las dos promociones de ascenso, fueron eliminados por el Cádiz C. F., en 2016, y por el F. C. Barcelona B, en 2017.

### A. D. Alcorcón
En 2017, tras quedar libre, se incorporó a la A. D. Alcorcón. Con el Alcorcón debutó en la primera jornada de la Segunda División contra el Real Sporting de Gijón.
Su primer gol con el Alcorcón llegó el 4 de septiembre de 2017, en la cuarta jornada. Con este gol le dio la victoria a su equipo frente al Real Zaragoza (0-1) en La Romareda. Después, logró su segundo gol en una derrota frente al Granada Club de Fútbol por 2-1. El 22 de octubre de 2017 realizó un gran partido al marcar un gol (su tercer gol de la temporada) y al dar una asistencia en la victoria del Alcorcón a domicilio frente al Club Gimnàstic de Tarragona, y el 9 de diciembre de 2017 logró rescatar un punto para su equipo ante la Sociedad Deportiva Huesca (1-1). El 20 de mayo marcó el primero de los goles en la victoria por 4 a 0 ante el Rayo Vallecano, que ayudó al equipo a acercarse al objetivo de la permanencia.

### Últimos años
El 17 de enero de 2019 se hizo oficial su traspaso al Albacete Balompié, que marchaba como segundo clasificado en la Segunda División. De cara la temporada 2019-20 fue cedido al C. D. Mirandés. El 21 de julio de 2021 fichó por la S. D. Amorebieta de la Segunda División. El 25 de agosto de 2022 se incorporó al Almere City FC de la Eerste Divisie. En 2023 logró el ascenso a Eredivisie, donde también consiguieron mantener la categoría. Tras dos años en Países Bajos, firmó por el F. C. Andorra de Primera Federación en julio de 2024. Con ellos logró ascender a Segunda División y un año después de su llegada se marchó al Racing Club de Ferrol.

## Clubes
| Club                    | País         | Año       |
| ----------------------- | ------------ | --------- |
| C. D. Basconia          | España       | 2009-2011 |
| Bilbao Athletic         | España       | 2011-2013 |
| C. D. Lugo              | España       | 2013-2015 |
| Racing de Santander     | España       | 2015-2017 |
| A. D. Alcorcón          | España       | 2017-2019 |
| Albacete Balompié       | España       | 2019-2021 |
| C. D. Mirandés (cedido) | España       | 2019-2020 |
| S. D. Amorebieta        | España       | 2021-2022 |
| Almere City F. C.       | Países Bajos | 2022-2024 |
| F. C. Andorra           | Andorra      | 2024-2025 |
| Racing Club de Ferrol   | España       | 2025-act. |